# Церемония открытия летних Олимпийских игр 2004
Церемония открытия летних Олимпийских игр 2004 состоялась 13 августа на стадионе Афинского олимпийского спортивного комплекса в пригороде Афин — Амарусионе. Участниками церемонии были примерно 15 тысяч спортсменов из 202 стран мира.
Наблюдали открытие Олимпиады 72 тысячи зрителей на стадионе и 4 миллиарда у телеэкранов. Трансляцию вели более 300 каналов. Международное телевещание высокой чёткости обеспечивали две компании: американская NBC и японская NHK.

## Сценарная последовательность
Автор концепции и постановщик церемонии открытия — греческий режиссёр экспериментального театра, хореограф и художник Димитрис Папаиоанну.
Каждому зрителю на стадионе перед открытием вручался маленький колокольчик и светящийся брелок. Когда погас свет, на трибунах вспыхнули тысячи крошечных брелоков-фонариков, создавая эффект звёздного неба.
Церемония открытия XXVIII летней Олимпиады началась  с двадцати восьми секунд обратного счёта в ритме сердцебиения. Поле стадиона в первой части церемонии представляло собою искусственное озеро, на котором проходило театрализованное представление. Перед второй частью воду слили, и начался парад стран-участниц. Затем последовали официальное открытие и кульминация с праздничным фейерверком.

## Художественная программа

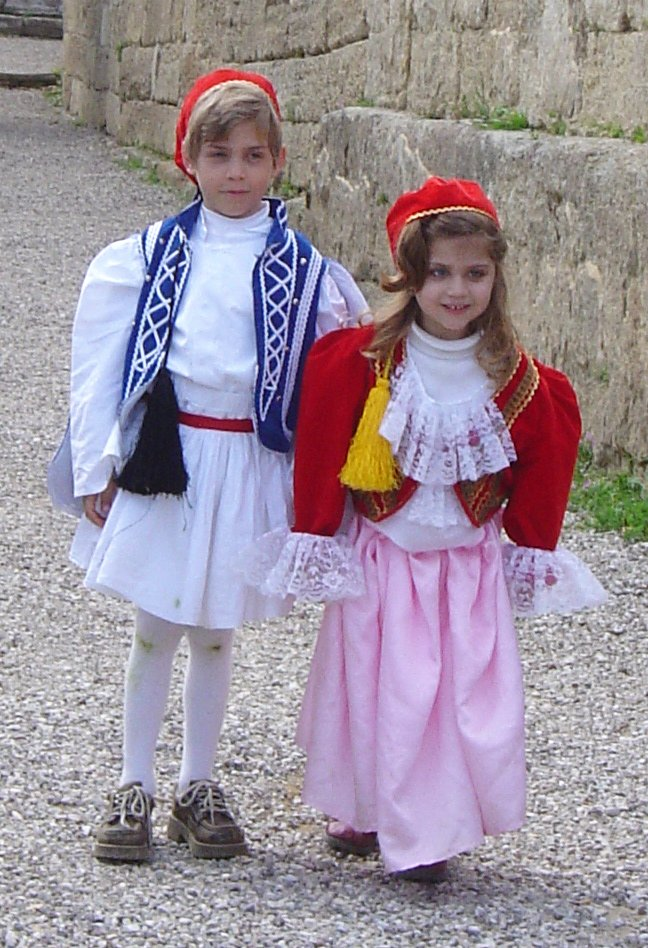
Дети в греческих костюмах перед церемонией открытия Олимпиады

Главная миссия этой части церемонии — напомнить миру о культуре, истории и мифологии страны-хозяйки Игр.
Призывая античный олимпийский дух, два греческих участника начали диалог на барабанах: один вёл перекличку с древнего стадиона в Олимпии, где проходили античные игры, а другой отвечал ему с поля современного Олимпийского стадиона. Электронное табло XXI века позволило синхронизировать этот их ритмический диалог.
Программа началась с выхода на стадион ансамблей с национальными ударными и струнными музыкальными инструментами.
Словно огонь из другого мира влетевшая на стадион комета воспламенила в центре озера пять олимпийских колец — эмблему современных Игр. Шумный фрагмент церемонии сменился по контрасту тихой мелодией, и на озере появился «бумажный кораблик», которым управлял мальчик с флагом Греции в руке, что символизировало тесную связь страны с морем.
Сегмент, посвящённый аллегориям, начался под звучание стихов лауреата Нобелевской премии поэта Йоргоса Сефериса, которого называют «трагическим певцом Эллады XX века».
Появившийся на стадионе мифологический кентавр послал своё световое копье в глубь веков, и перед зрителями стали возникать  образы из искусства архаики, античности, классики, эллинизма, средневековья, из истории современной Греции.

## Парад наций

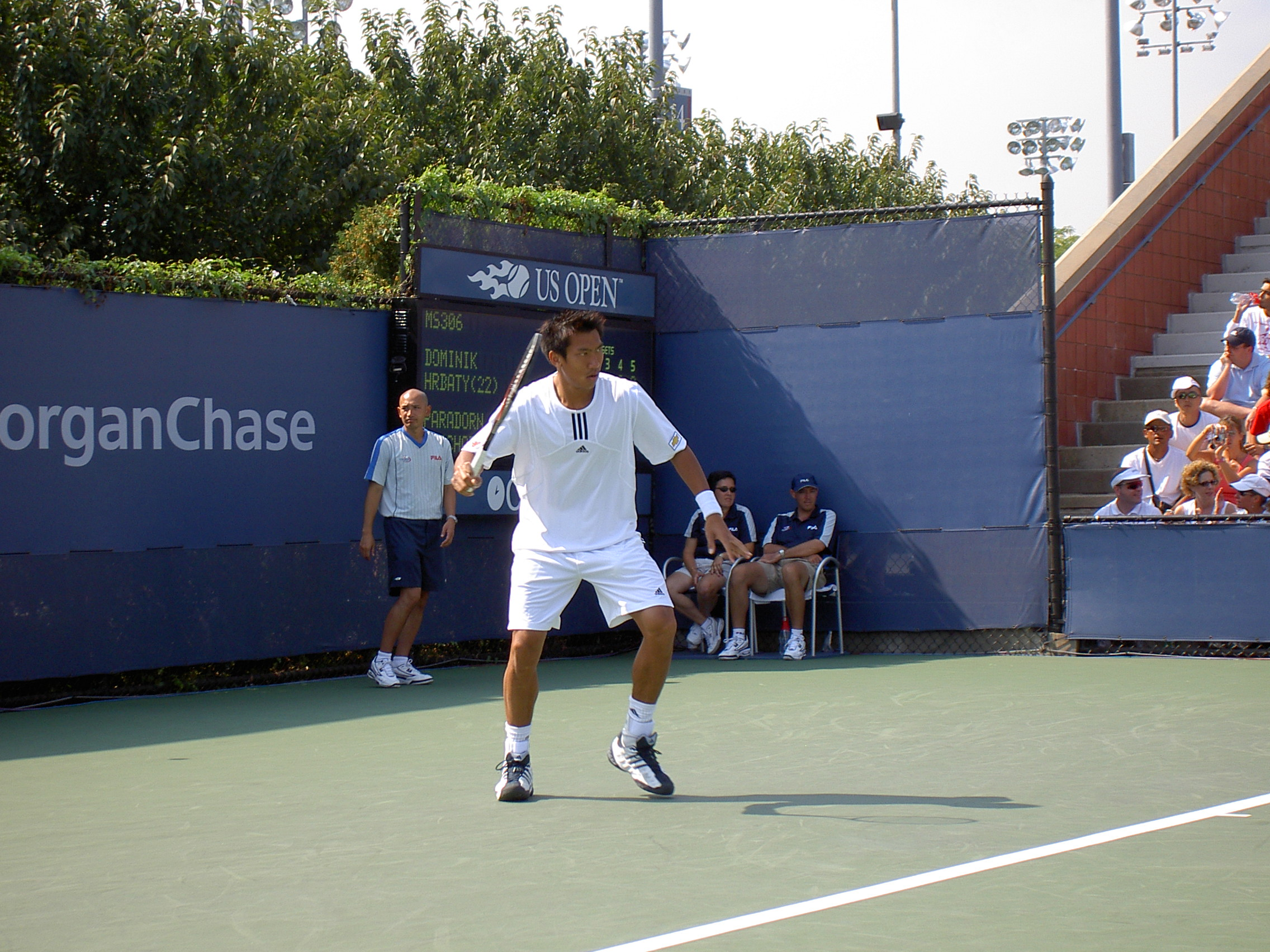
Теннисист Парадорн Шричапан нёс флаг Таиланда на параде наций

По традиции олимпийские парады в разных странах мира открывают именно команды Греции. Но у себя на родине команда греческих спортсменов замыкала парад наций,  и только прославленный тяжелоатлет Пиррос Димас с национальным флагом в руках вышел на стадион  первым. За ним следовали команды стран в порядке греческого алфавита, поэтому первыми шли спортсмены островного государства 
Сент-Люсия (Αγία Λουκία на греческом языке).
Впервые в параде участвовали команды двух присоединившихся к олимпийскому движению государств: Восточного Тимора и Кирибати. Вернулся в олимпийскую семью Афганистан, пропустивший Олимпиаду 2000 в Австралии.
Многие делегации традиционно доверили нести флаг своей страны призёрам Олимпиад или других престижных международных спортивных состязаний. Флаги ведущих спортивных держав несли: Колин Бишел (Австралия, парусный спорт), Лудгер Бербаум (Германия, конный спорт), Александр Попов (Россия, плавание), Доун Стэйли (США, баскетбол), Яо Мин (Китай, баскетбол), Кейт Хауи (Великобритания, дзюдо).
При появлении на стадионе очередной национальной команды оживлённую реакцию трибун поддерживали также политики в ложе для высокопоставленных персон — премьер-министр Великобритании Тони Блэр, кронпринц Норвегии Хокон, кронпринц Дании Фредерик, президент США Джордж Буш и другие.

## Официальные приветствия
После того, как все участники парада собрались на стадионе,  бегун Джордж  Сабанис (англ. George Sabanis), неся флаг с изображением оливковой ветви,  символически начал пересекать ленты, посвящённые предыдущим двадцати семи Олимпиадам. Он сознательно спотыкался, задерживал движение и даже падал, приближаясь к годам: 1916, 1940, 1944, когда Игры отменялись из-за мировых войн. Сабанис завершил пробег в центре стадиона у модели оливкового дерева, где президент оргкомитета Игр Яна Ангелопулу-Даскалаки и президент МОК 
Жак Рогге произнесли свои краткие приветственные речи.
Флаг Международного олимпийского комитета был поднят, и президент Греции Константинос Стефанопулос объявил XXVIII летние Олимпийские игры открытыми.

## Музыка
Во время  аллегорического сегмента художественной программы звучала музыка Густава Малера (англ. Symphony No. 3 in D Minor: 6. Langsam), Ставроса Ксархакоса, Маноса Хадзидакиса, Микиса Теодоракиса.
Парад спортсменов (англ. Parade of the Athletes) впервые на Олимпийских играх сопровождался живым выступлением диджея, которым стал голландец Tiësto.
Особенно эффектным на открытии Игр признано исполнение исландской певицей Бьорк песни «Океания» (англ. Oceania). Во время пения шлейф её одеяния расширялся и постепенно накрывал стоящих в центре стадиона спортсменов, превращаясь в своеобразную карту мира. «Океания» была включена в сольный альбом Бьорк Medúlla, вышедший 30 августа 2004 года.

## Олимпийский огонь

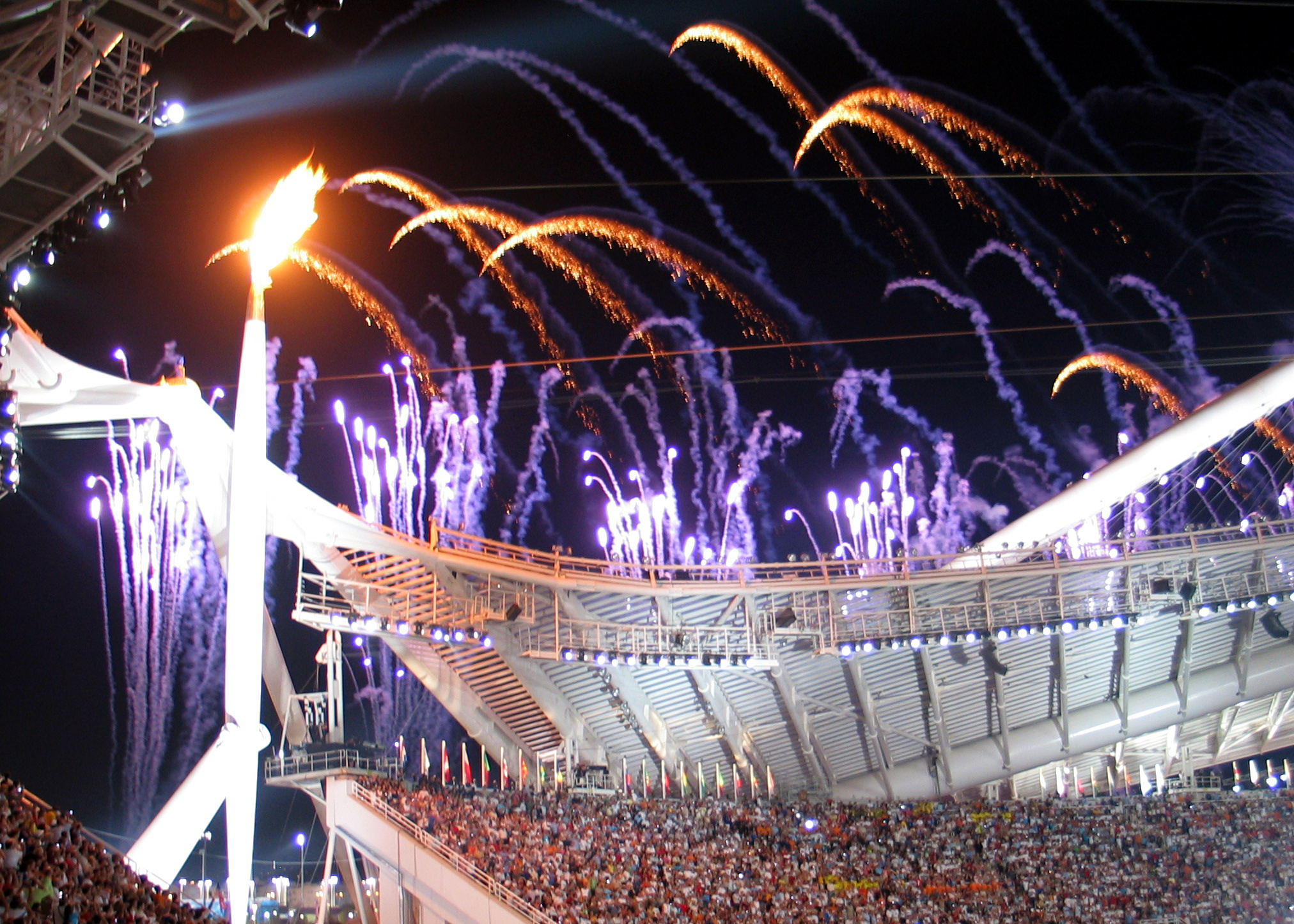
Кульминация церемонии открытия

Эстафета с факелом, введённая в Берлине на Олимпиаде 1936, всемирный масштаб впервые приобрела в 2004 году. Начавшаяся в марте первая кругосветная эстафета приближалась к своему завершению во время церемонии открытия Игр.
Олимпийский стадион под аплодисменты и возникшие вновь звуки сердцебиения встретил обратный счёт финального этапа эстафеты, на котором факел несли греческие спортсмены: баскетболист
Никос Галис; футболист Мимис Домазос; легкоатлетка Параскеви Патулиду;
тяжелоатлет
Кахи Кахиашвили;
гимнаст Иоаннис Мелиссанидис.
Самую почётную миссию зажечь пламя в большом конусообразном факеле на стадионе доверили Никосу Какламанакису — олимпийскому чемпиону 1996 года в парусном спорте. После этого праздник завершился захватывающим фейерверком.

## Резонанс
Церемония открытия завоевала широкое международное признание. Высокую оценку получила общая композиция и художественное воплощение идеи виртуальных перекличек во времени и пространстве. Многие авторы статей отмечали впечатляющие технологические инновации — водный бассейн в центре стадиона, который осушили за пару минут; оригинальное освещение, использование лазера, стеклопластика, тросов для летающих объектов и т. п.
Обратили на себя внимание костюмы, разработанные известным лондонским модельером гречанкой Софией Кокосалаки (англ. Sophia Kokosalaki). Премией Эмми были награждены Элефтерия Деко (англ. Eleftheria Deco) за дизайн освещения, а также  международная телекомпания NBC (по шести номинациям).
Жак Рогге сказал про Олимпиаду в Афинах: «Это были незабываемые Игры, Игры мечты».
Но финансовый груз долгов оказался для Греции чрезмерным.
Для обеспечения безопасности участников и зрителей потребовалось резкое увеличение бюджетных расходов, поскольку свежи были в памяти теракты 11 сентября 2001 года.
Некоторым экспертам уже в 2004 году стало ясно, что связанные с Олимпиадой внешние финансовые заимствования могут привести к серьёзному кризису в греческой экономике. По подсчётам специалистов, общие расходы почти втрое превысили запланированные и составили 13 млрд евро, «учитывая общую стоимость всех олимпийских дел».